# ميكاه ناثان
ميكاه ناثان (بالإنجليزية: Micah Nathan)‏ (1973، هوليوود في الولايات المتحدة)؛ كاتب وروائي أمريكي.

## روابط خارجية
- ميكاه ناثان على موقع IMDb (الإنجليزية)